# Les (Rapper)
Les (* 16. August 1992 in Aarau als Alessio Lombardi) ist ein Schweizer Rapper.

## Diskographie
- 5K (2017)
- Acid King Dave (Lirik & Les, 2018)
- Sugo (2019)
- Fashion Week (Mixtape. 2019)
- Driptalk n' Lovesongs (EP, 2019)
- CornFlex (EP, 2020)
- Space Jam (2020)
- Space Jam Deluxe (2021)